# Protesi MARC
La protesi MARC (Multiple-unit Artificial Retina Chipset) è un tipo di impianto epiretinale, nata a metà degli anni '90 grazie alla collaborazione tra la Johns Hopkins University e la North Carolina State University. Alla guida del gruppo di ricercatori coinvolti nel progetto vi erano il Professor Wentai Liu e il Dottor Mark S. Humayun.[1]
La protesi MARC è stata realizzata allo scopo di restituire la vista agli individui che l'avevano persa a causa della degenerazione delle cellule fotorecettrici della retina. [1]

## Funzionamento della protesi
L'impianto è costituito da una parte esterna, che comprende una telecamera miniaturizzata, un chip per il videoprocessamento ed una bobina primaria, e da una parte interna, che comprende una bobina secondaria, un chip di processamento del segnale ed un electrode-array.
La telecamera, alimentata da una batteria esterna, è montata su un paio di occhiali ed ha il compito di registrare l'immagine circostante, che viene quindi inviata al chip di videoprocessamento, per essere elaborata. I dati vengono quindi inviati alla bobina primaria, la quale è in grado di trasdurre il segnale in onde radio, che possono essere captate dalla bobina secondaria intraoculare.
La bobina secondaria, posta in prossimità della cornea, invia il segnale al chip di processamento del segnale, il quale compie l'ultima elaborazione dei dati.
Tale chip è composto da due distinte parti circuitali: il photodetecting circuit converte il segnale luminoso che gli arriva in livelli di potenziale, i quali vengono poi convertiti in impulsi di corrente dal current pulse generator.
Gli elementi circuitali sono perfettamente sigillati all'interno di una capsula in vetro o in ceramica.
L'electrode-array è composto da un substrato sottile, flessibile e biocompatibile in silicone o poliimmide; esso è montato a livello retinico e viene mantenuto nella corretta posizione attraverso l'impiego di graffette in titanio o di colla cianoacrilata. Gli elettrodi che lo compongono sono in platino o in iridio; quando essi ricevono gli impulsi di corrente, stimolano le cellule gangliari della retina, permettendo l'evocazione dell'immagine. [2]

## Studi condotti preliminarmente allo sviluppo della protesi
Preliminarmente allo sviluppo della protesi, furono condotti degli studi sull'uomo volti a verificare l'effettiva possibilità di ripristinare la visione, attraverso dispositivi elettronici, in pazienti affetti da retinite pigmentosa o da degenerazione maculare senile.
Si è osservato che stimolazioni elettriche della retina evocano nel soggetto sottoposto al test delle sensazioni luminose pressoché puntiformi, dette fosfeni. I pazienti testati riferirono di avvertire, in relazione al quadrante retinico stimolato, cambiamenti della posizione del fosfene evocato dai ricercatori e di avvertire due fosfeni distinti in risposta a due stimoli elettrici distanziati di circa 300 µm. Questi risultati suggerivano l'effettiva possibilità di utilizzare pattern di stimoli elettrici multifocali per evocare immagini in pazienti affetti da degenerazione delle cellule fotorecettrici della retina; esperimenti successivi in tal senso si rivelarono effettivamente molto promettenti. [2]
Gli esperimenti condotti furono anche molto utili per la messa a punto di parametri di stimolazione idonei per l'evocazione dell'immagine: si stabilì di utilizzare impulsi di corrente bipolare di ampiezza compresa tra i 100 µA e i 600 µA e di durata compresa tra gli 0,1 ms e i 2 ms, con una frequenza di stimolo compresa tra i 10 Hz e i 125 Hz. [2]

## Fasi di sviluppo della protesi
La prima protesi realizzata, MARC1, presentava un electrode-array di 2x2 mm2 a 25 elettrodi disposti in una griglia 5x5 e poteva fornire solo la visione del bianco e del nero.
Successivamente fu possibile realizzare una protesi MARC2 con una griglia di elettrodi 10x10, per permettere una migliore qualità della visione.
Nel 2002 cominciò la progettazione di una protesi MARC3 con una griglia di elettrodi 25x25 e con la possibilità di riconoscimento di 4 tonalità di colore (bianco, nero, e 2 tonalità di grigio).
Oltre ai vantaggi relativi alla progressiva miniaturizzazione, le nuove protesi progettate e realizzate dopo MARC1 permettevano di ottenere una migliore dissipazione del calore, una migliore funzionalità e ricezione delle onde luminose e una riduzione dello stress retinico. [2]

## Stato attuale del progetto
Il gruppo che ha realizzato questa protesi ha ottenuto buoni risultati, ma poi si è sciolto. Non sono attualmente previste nuove fasi di sviluppo e sperimentazione; tuttavia i traguardi raggiunti da questo progetto sono serviti come base per la realizzazione della protesi Argus. [1]